# Onze Lieve Vrouw Hofje
Het Onze Lieve Vrouw Hofje is een hofje in Halfweg in de Nederlandse gemeente Haarlemmermeer.
Bij de gedeeltelijke afbraak van bijgebouwen en moestuintjes behorende bij de Onze-Lieve-Vrouwe-Geboortekerk (periode 2014-2019) kwam er aan die zijde plek voor enige woningbouw. Er was plaats voor vier woningen niet in de strikte bebouwingsvorm van een hofje. De woningen zijn via het hofje alleen bereikbaar voor voetgangers. Het hofje werd vernoemd naar de aanliggende kerk.
De kerk werd in de jaren twintig opgetrokken in de bouwstijl van de Amsterdamse School. Deze stijl werd doorgevoerd in de gebouwde woningen, verdeeld over vier blokjes. Kenmerkend zijn de gebogen daken, rode dakpannen, mengeling van metselverbanden en de prominente aanwezigheid van dakgoten en afdakjes.